# فرودگاه نیروی هوایی سلطنتی استرالیا در جینجین
فرودگاه نیروی هوایی سلطنتی استرالیا در جینجین (به انگلیسی: RAAF Gingin) یک فرودگاه نظامی است که یک باند فرود آسفالت دارد و طول باند آن ۱۸۲۹ متر است. این فرودگاه در کشور استرالیا قرار دارد و در ارتفاع ۸۱ متری از سطح دریا واقع شده است.